# FK Tønsberg
FK Tønsberg ist ein norwegischer Fußballverein. Während der aktuelle Verein eine Spielzeit in der Adeccoligaen verbrachte, war ein Teil der zwanzig Vorgängervereine, die sich Ende 2001 zusammenschlossen, zeitweise erstklassig.

## Geschichte
Am 10. Oktober 2001 schlossen sich die Fußballmannschaften von Andebu IL, Arnadal IL, Barkåker IF, Eik Tønsberg, Flint, IF Hauk, IF Husøy og Foynland, Høyjord IL, IL Ivrig, Nøtterøy IF, Ramnes IF, Sem IF, Slagen IF, Stokke IL, Teie IF, Tjøme IF, Tømmerholt IF, Tønsberg FK, Vear IF und Vivestad IF zum FK Tønsberg zusammen.

### Vorgeschichte
Erfolgreichster Vorgängerverein unter den einzelnen Klubs war Eik Tønsberg, dessen Platz in der dritten Liga der neue Verein auch übernahm. Der im März 1928 als Eik IF gegründete Klub stieg 1957 in die erstklassige Hovedserien auf. Bereits in ihrer zweiten Spielzeit in der höchsten nationalen Liga spielte die Mannschaft um den Meistertitel, als Tabellenzweiter hinter Fredrikstad FK in ihrer Staffel verpasste sie jedoch das Meisterschaftsendspiel. Im folgenden Jahr erneut Tabellenzweiter hinter Fredrikstad FK erreichte der Verein das neu eingeführte Spiel um den dritten Platz. Durch einen 4:2-Erfolg über Vålerenga IF holte sich die Mannschaft die Bronzemedaille.
Die Spielzeit 1960/61 endete mit dem größten Erfolg der Vereinsgeschichte, als die Mannschaft von Eik Tønsberg das Meisterschaftsendspiel gegen Fredrikstad FK erreichte. Dort musste sie sich mit einer 0:2-Niederlage geschlagen geben. In der folgenden Spielzeit reichte es nur zum elften Tabellenrang, so dass die Qualifikation zur im Kalenderjahr ausgetragenen 1. Divisjon als höchster Spielklasse verpasst wurde. Anfangs noch im Kampf um den Wiederaufstieg beteiligt, platzierte sich der Klub ab Mitte der 1960er Jahre im mittleren Bereich seiner Zweitligastaffel. 1970 stieg die Mannschaft schließlich in die dritte Liga ab und pendelte im folgenden Jahrzehnt zwischen dritter und vierter Spielklasse.
1980 kehrte Eik Tønsberg in die zweite Liga zurück und platzierte sich auf Anhieb im vorderen Ligabereich. 1982 hinter Kongsvinger IL Tabellenzweiter erreichte die Mannschaft die Aufstiegsrunde, in der sie sich gegen Fredrikstad FK und Steinkjer IFK durchsetzte. Nach einem fünften Platz im ersten Jahr rutschte der Klub in den Abstiegskampf und stieg 1985 wieder ab. Während sich der Klub 1989 in Eik Tønsberg umbenannte, zog er erneut in die Aufstiegsrunde zur ersten Liga ein, dieses Mal belegte er dort nur den letzten Platz. Auch in den folgenden Spielzeiten hielt sich der Klub im Bereich der Aufstiegsränge und qualifizierte sich 1996 als Tabellenfünfter für die nun eingleisige zweite Liga. Als Tabellendritter erreichte die Mannschaft in der ersten Spielzeit die Relegationsspiele gegen Tromsø IL, verlor aber beide Partien. In den folgenden Spielzeiten im Abstiegskampf vertreten, stieg der Klub 2000 in die Drittklassigkeit ab, wo er als Tabellendritter im FK Tønsberg aufging.

### Der FK Tønsberg seit 2001
Als Tabellenzweiter hinter Bærum SK respektive Pors Grenland verpasste der neu gegründete Verein den Aufstieg in die Adeccoligaen in den ersten beiden Jahren seines Bestehens nur knapp. Unter dem schwedischen Trainer Reine Almqvist dominierte der Klub in der Spielzeit 2004 mit 20 Siegen in 26 Saisonspielen die Liga, in der Zweitligaspielzeit 2005 war die Mannschaft jedoch chancenlos und stieg direkt wieder ab. In den folgenden Jahren etablierte sich die Mannschaft in der Spitzengruppe ihrer jeweiligen Drittligastaffel.